# Arumbāvūr
Arumbāvūr är en ort i Indien.   Den ligger i distriktet Perambalur och delstaten Tamil Nadu, i den södra delen av landet, 1 900 km söder om huvudstaden New Delhi. Arumbāvūr ligger 159 meter över havet och antalet invånare är 11 419.
Terrängen runt Arumbāvūr är platt åt nordost, men åt sydväst är den kuperad. Runt Arumbāvūr är det ganska tätbefolkat, med 248 invånare per kvadratkilometer. Arumbāvūr är det största samhället i trakten. Trakten runt Arumbāvūr består till största delen av jordbruksmark.